# گونسالو لوپس-گایگو
گونسالو لوپس-گایگو (انگلیسی: Gonzalo López-Gallego؛ زادهٔ ۲۷ ژوئن ۱۹۷۳) کارگردان فیلم، تدوین‌گر، و فیلم‌نامه‌نویس اهل اسپانیا است.
از فیلم‌ها یا مجموعه‌های تلویزیونی که وی در آن‌ها نقش داشته‌است می‌توان به قبر باز اشاره نموده.